# Sauroglossum schweinfurthianum
Sauroglossum schweinfurthianum är en orkidéart som beskrevs av Leslie Andrew Garay. Sauroglossum schweinfurthianum ingår i släktet Sauroglossum och familjen orkidéer.
Artens utbredningsområde är Peru. Inga underarter finns listade i Catalogue of Life.